# Backlot Stunt Coaster
Backlot Stunt Coaster ist der Name mehrerer baugleicher Stahlachterbahnen vom Modell LIM Terrain Following Coaster des Herstellers Premier Rides in Paramount Parks der Cedar-Fair-Gruppe. Die Bahnen trugen ursprünglich Namen nach dem Film The Italian Job – Jagd auf Millionen, wurden aber nach dem Verkauf der Parks an Cedar Fair aus Lizenzgründen umbenannt.

## Backlot Stunt Coaster (Canada’s Wonderland)
Am 1. Mai 2005 als Italian Job: Stunt Track eröffnet in Canada’s Wonderland (Vaughan, Ontario, Kanada) war Backlot Stunt Coaster die erste der drei Bahnen. Die Bahn steht auf einem 5200 m² großen Areal am Rand des Parks und ist von einer Wasserfläche umschlossen.

## Backlot Stunt Coaster (Kings Island)
Kurze Zeit später, am 20. Mai 2005, eröffnete unter dem gleichen Namen Italian Job: Stunt Track der heutige Backlot Stunt Coaster in Kings Island (Kings Mills, Ohio, USA). Um Platz für die Anlage zentral im Park gelegen zu machen, wurde die Attraktion Antique Cars abgerissen.

## Backlot Stunt Coaster (Kings Dominion)
Backlot Stunt Coaster in Kings Dominion (Doswell, Virginia, USA) eröffnete ein Jahr später am 27. Mai 2006 als Italian Job Turbo Coaster. Die Bahn belegt den Platz an der vorher die Wildwasserbahn Diamond Falls, sowie FreeFallin, eine Mischung verschiedener Wasserrutschen und der Kinderbereich des Wasserparks standen.

## Fahrt

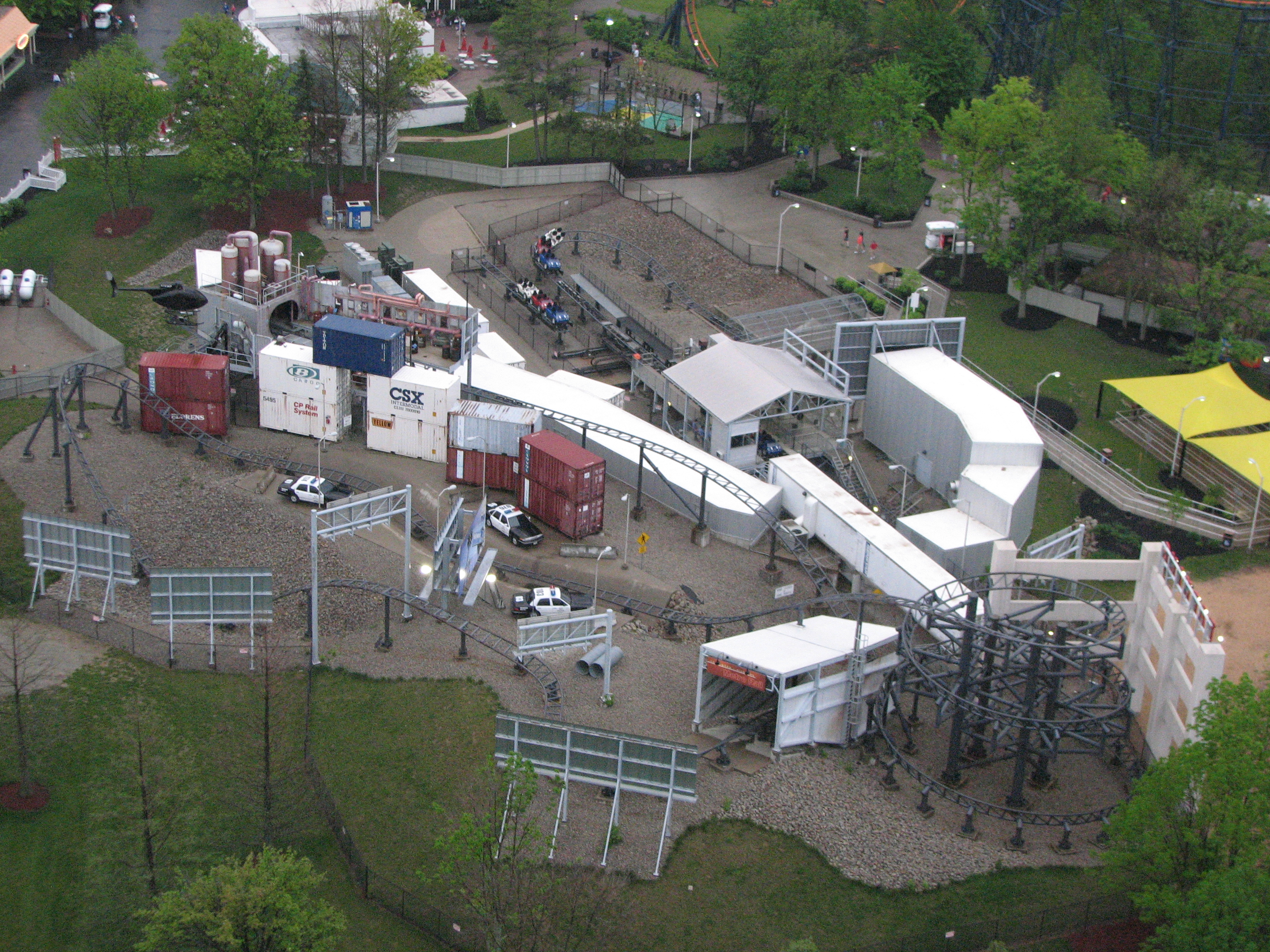
Der Blick vom Eifel Tower in Kings Island

Die Thematisierung richtet sich nach der Verfolgungsszene am Ende des 2003 erschienenen Films The Italian Job – Jagd auf Millionen. Die Wagen sind nach dem MINI Cooper im 3/4-Maßstab gestaltet und bieten jeweils Platz für vier Personen. Die drei Züge bestehen aus jeweils drei Wagen in blau, rot und weiß. Nach der Station wird der Zug auf der ersten nur 31 Meter langen, mit Linearmotor-Antrieb ausgestatteten, Beschleunigungsstrecke auf 64,4 km/h beschleunigt. Er fährt eine als Parkhausauffahrt gestaltete zweieinhalbfache Helix auf elf Meter Schienenhöhe hinauf. Es folgt die mit 9,5 Metern höchste Abfahrt der Anlage. In Schlangenlinien führt die Strecke zwischen Polizeifahrzeugen hindurch und durch eine überhöhte 180°-Kurve. Nach einem Hügel folgt eine S-Kurve und ein Absturz in einen als U-Bahn-Schacht gestalteten Tunnel. Nach dem Tunnel hält der Zug in einer scheinbaren Sackgasse an. Begleitet von Feuer-, Wasser- und Pyrotechnik-Spezialeffekten wird der Zug von einem Polizeihubschrauber „beschossen“. Der zweite sechs Meter lange LIM-Antrieb beschleunigt den Zug wieder auf 25 km/h hinein in einen als Lagerhalle gestalteten Tunnel. Nach einigen Kurven folgt eine dritte kurze Beschleunigung, nach der der Zug über eine Rampe durch eine Plakatwand wieder nach draußen fährt. Es folgt noch eine 180°-Kurve und die Schlussbremse.